# Du beonjjae nampyeon
Du beonjjae nampyeon (두 번째 남편?, lett. "Il secondo marito"; titolo internazionale The Second Husband) è un drama coreano trasmesso su MBC TV dal 9 agosto 2021.

## Trama
Il drama coreano è una storia d'amore appassionata. Riguarda Bong Seon-hwa e la sua famiglia che circondano un'azienda dolciaria. Ha avuto un'infanzia sfortunata, ma grazie alla sua personalità forte e positiva, si rialza. Cresciuta nello stesso quartiere, ha avuto una lunga relazione con Moon Sang-hyeok. Ma quando perde ingiustamente la sua famiglia a causa di una tragedia nata da un desiderio inarrestabile, giura vendetta nel misto di destino e amore.